# Vera Cruz (Rio Grande do Norte)
Vera Cruz is een gemeente in de Braziliaanse deelstaat Rio Grande do Norte. De gemeente telt 10.861 inwoners (schatting 2009).